# 稲垣氏 (牧野家重臣)
稲垣氏（いながきし）は、越後長岡藩の家老首座連綿の稲垣氏（稲垣平助家）およびその一族を指す。いずれも志摩鳥羽藩主稲垣家の分家・連枝である。長岡侯牧野家の家中における最大の門閥とされる。当家は家系図の標題は藤姓としながら、家系図の記載は源姓を称している。

## 概要

### 稲垣太郎左衛門家
この家系の分家・別家には、次のようなものがある。
まず成心の次男・稲垣成長（権右衛門）も大坂夏の陣で戦功があり、別家となった。
稲垣太郎左衛門之貞の次男茂市之春は、元文4年（1739年）父の勤功により30石を給付され別家となった。その後、世禄の加増があったものとみられ【屋敷高調】、文化9年（1812年）には、稲垣茂市140石とあり、【安政分限】においても140石・稲垣勝三郎と見える。世禄140石据え置きで、番頭にまで昇進することは、長岡藩では非常に珍しい【御家中附】。また北越戦争で敗戦後に長岡藩が大減封を受けたときも、115石に留まり、異例の部類に属する。
また元禄16年（1703年）には稲垣太郎左衛門尚之の次男、尚高が100石で分家として分出されたが、病気で勤務状態が良くないとの評判が立ったため本家に家禄が戻された。あらためて享保17年、別家召しだしを受けた。幕末には稲垣権八を分家として分出して【士族総名順】には稲垣権一（75石）と見える。
稲垣太郎左衛門の末家・源太左衛門家は、与板藩・番頭級の家臣に添えられていた（参照→小諸藩の家臣団）。

### 稲垣権右衛門家
その後、稲垣友左衛門（100石）、稲垣善右衛門（100石）を分出した。嫡子であった稲垣善右衛門が父・小右衛門の家督を、若干の曲折はあったようだが相続して世禄400石となった。しかし、この系はその後、100石の減石処分を受けたとみられ（世禄300石）、長岡家臣に稲垣姓の400石高をみることは長くできない。幕末近くの嘉永3年（1850年）の【家中禄高調】に稲垣権之允400石（寺社奉行）と見える。ついで約10年後の【安政分限】には稲垣小右衛門が400石で見える。【家中禄高調】に見える稲垣権之允の改称が小右衛門であるかは不明である。【安政分限】に400石前後の稲垣姓の家臣は小右衛門以外には存在しない。また当家の100石の加増は、世禄が改訂され旧知に復したのか、一代限りの精勤によるものであったかは、北越戦争後に当家が115石に減石されていることに鑑みれば、世禄300石で一代限りの加恩があったと見られる。当家と真木小太夫家は、高禄大身でありながら、中老・年寄役以上に就任したとする記録は【由緒記】や藩文書などには残っていない。分家として分出された稲垣友左衛門（100石）の系は、その後、若干の加増があり存続した。

### 稲垣林四郎家
譜代大名となった稲垣氏から分家したもので、同族とは云え越後長岡藩の家老連綿となった稲垣氏から直接、分家したものではない。永禄4年（1561年）7月に今川氏真が西郡在番を命じたが、稲垣重宗の同母弟・林四郎氏連等4～5名が松平元康（後の徳川家康）の下に行ったため、牧野成定が元康に帰服を決断したとしている（出典→岡崎市史・中世編）（異説あり）【稲垣家譜】。このように稲垣林四郎家の家祖である氏連は、牛久保城主・牧野成定が、徳川家康（＝元康）に帰服した直接の原因を作ったとする説もある。稲垣林四郎氏連は、家康から60貫文をたまわったが、永禄5年（1562年）9月4日の大塚城の戦いに松平軍として参陣して討ち死にした。この氏連には実子がなかったらしく、能勢氏に養子入りしていた氏連の近親者の能勢甚三が跡式を継いで稲垣姓に復し、牧野家臣として1家を立てたものである。長岡藩における世禄は300石であったが、4代目のときに寄会組に列して着座家とされた。藩の要職に就任して、400石から500石を与えられたこともあった。江戸時代後期に庶子が召し出されて、惣領分30石・新恩70石で100石の別家を立てたため、世禄を270石とした。北越戦争では開戦派に属した。敗戦後は銃士隊長150石となった。